# Ariane Carletti
Pour les articles homonymes, voir Ariane et Carletti.
Ne doit pas être confondu avec Ariane Gil, également animatrice de Récré A2 et scénariste de sitcoms AB.
Ariane Carletti, ou simplement Ariane, est une animatrice, chanteuse, actrice et productrice de télévision française, née le 4 novembre 1957 à Paris où elle est morte le 3 septembre 2019.
Célèbre pour avoir coanimé le Club Dorothée sur TF1, elle a également été comédienne au théâtre et au cinéma.

## Biographie

### Enfance et formations
Ariane Carletti naît le 4 novembre 1957 dans le 16e arrondissement de Paris sous le nom d'état civil de Ariane Aline Armide André,,. Elle est la fille de Raoul Pierre André, réalisateur de comédies populaires des années 1950 et 1960, et de Louise Armide Paule Carboni, actrice.
Après son baccalauréat A2 au lycée Janson-de-Sailly, elle suit des études simultanées à l'université Paris-Descartes où, en 1977, elle prépare un DEUG de psychologie et d'art dramatique au cours Florent.

### Carrière

#### Début au théâtre
En septembre 1977, Ariane Carletti débute au théâtre dans Le Tube de Françoise Dorin, sous la direction de François Périer et enchaîne les pièces jusqu'en 1984. Elle exerce son métier de comédienne de théâtre durant huit ans et crée plusieurs pièces comme La Culotte de Jean Anouilh, L'Amour tue de Vladimir Volkoff, Les Contes de Ionesco, Comment devenir une mère juive en dix leçons de Paul Fuks, etc. Elle joue également de nombreux classiques comme Les Fourberies de Scapin, L'École des maris, L'Impromptu de Versailles de Molière et Le Cid de Pierre Corneille.

#### Années 1980:Récré A2
En 1980, parallèlement au théâtre, Ariane Carletti fait ses débuts à la télévision engagée par Jacqueline Joubert, alors directrice des programmes jeunesse d'Antenne 2, sur la recommandation du comédien et animateur Pierre Jacquemont pour remplacer un mercredi après-midi Dorothée dans Récré A2, bloquée sur le tournage du film Pile ou face de Robert Enrico. C'est ainsi qu'Ariane intègre l'équipe de Récré A2 dont elle devient une animatrice intermittente jusqu'en 1983.
Elle participe plus régulièrement sur la même chaîne à l'émission musicale Discopuce dans laquelle elle chante avec Dorothée et les animateurs de l'émission, des chansons traditionnelles françaises, réunies sur les nombreux albums du Jardin des Chansons.
Entre 1981 et 1986, elle accompagne Dorothée sur scène à Paris à l'Olympia, au Trocadéro et en tournée en France dans les comédies musicales : Dorothée tambour battant, Au royaume de Diguedondaine, Pour faire une chanson et On va faire du cinéma.
Elle s'essaie également au cinéma en tournant deux films : Les Surdoués de la première compagnie de Michel Gérard (1981), ainsi que La Nuit du risque de Sergio Gobbi (1986).
En 1983, elle sort son unique 45 tours à destination d'un public adulte : Amoureuse de J.R., chez Flarenasch.

#### 1987-1997:Club Dorothée
À partir de 1987, sa carrière prend de l'ampleur grâce à la présentation du Club Dorothée sur TF1, dont elle deviendra une figure emblématique. Durant dix ans, de septembre 1987 à août 1997, Ariane sera la comparse de Dorothée, avec à leurs côtés Jacky, Corbier, Patrick Simpson-Jones et Éric Galliano.
De 1987 à 1991, elle tourne dans la série télévisée d'AB Productions : Pas de pitié pour les croissants (139 épisodes).
Elle participe à toutes les émissions de Dorothée, notamment les nombreux prime time de l'animatrice ainsi qu'à l'émission caritative Le Noël de l'amitié.
Elle présente également sa propre émission Club mini en duo avec Jacky, un rendez-vous matinal pour les tout-petits diffusé sur TF1 entre 1990 et 1996.
Elle est l'interprète de plusieurs génériques de dessins animés (Yakari, Charlotte aux fraises, Les Bisounours, Le Prince Hercule, Dragon Ball et Dragon Ball Z). Elle sort également, en 1990 et 1994, sous le label AB Disques, deux albums de chansons enfantines.
Au début des années 1990, elle se produit sur scène à Paris, pendant les fêtes de Noël, entourée de ses camarades du Club Dorothée (Jacky, Corbier, Patrick et Hélène) pour jouer dans plusieurs comédies musicales : Les Bisounours, Retour à Diguedondaine et Rock'n'Twist.
À partir de 1993, Ariane devient auteur de chansons et participe à l'écriture des deux albums de son poulain Anthony Dupray, publiés en 1994 et 1996.
En 1995, elle crée Trinore, une société de production avec son mari Rémy Sarrazin, alors bassiste des Musclés. La société ferme ses portes en 2016.
Elle est également directrice de collection chez JLA Holding dirigée par Jean-Luc Azoulay. À partir de 1996, elle participe à la création de plusieurs fictions d'AB Productions (Studio des artistes, L'École des passions, 2be3 : Pour être libre, Les Vacances de l'amour) sous son véritable nom : Ariane André.

#### Après la fin duClub Dorothée
Pendant ses dix années sans animation, Ariane Carletti devient directrice littéraire et productrice artistique chez JLA et s'occupe de nombreuses séries télévisées (L'Instit, Le Groupe, SOS 18, Baie des flamboyants).
En 2002, elle tourne pour la télévision avec Roger Hanin dans Ne meurs pas, une fiction de 90 minutes réalisée par José Pinheiro et diffusée sur France 2.
Elle fait son retour à la télévision en compagnie de Dorothée, Jacky et Patrick sur la chaîne IDF1 (créée par Jean-Luc Azoulay) à partir du 20 mars 2008. Elle y anime plusieurs programmes avec ses partenaires, notamment Choisissez vos animateurs dont elle est la conceptrice, ainsi que Pas de pitié pour le net une émission présentée par Dorothée et dans laquelle elle est chroniqueuse avec Jacky et Patrick Puydebat entre autres.
En décembre 2008, Ariane participe également à la présentation de l'émission caritative Le Noël de l'amitié.
En 2008 et 2009, elle anime, seule, une émission de dating intitulée Le Grand Amour.
Elle quitte la chaîne IDF1 en janvier 2010 mais y apparaît épisodiquement lors d'événement spéciaux où de simples clins d'œil amicaux.
Le 18 décembre 2010, elle a interprété son tube Dragon Ball Z sur la scène de Bercy lors de la première partie du concert de Dorothée.
Ariane apparaît dans le film Je m'appelle Bernadette, sorti le 30 novembre 2011, réalisé par Jean Sagols et dans lequel elle donne la réplique à Francis Huster.
Entre 2011 et 2013, elle est la productrice artistique de la série Les Flamboyants, produite par JLA Productions pour les chaînes France Ô, France 3 et IDF1. Elle travaille également sur la série Dreams : 1 rêve, 2 vies diffusée sur NRJ 12 en 2014.
En juin 2014, elle produit la pièce de Christophe Botti Scènes d'été pour jeunes gens en maillot de bain au Vingtième théâtre à Paris, avec sa fille Éléonore Sarrazin en tant que comédienne.

### Vie privée

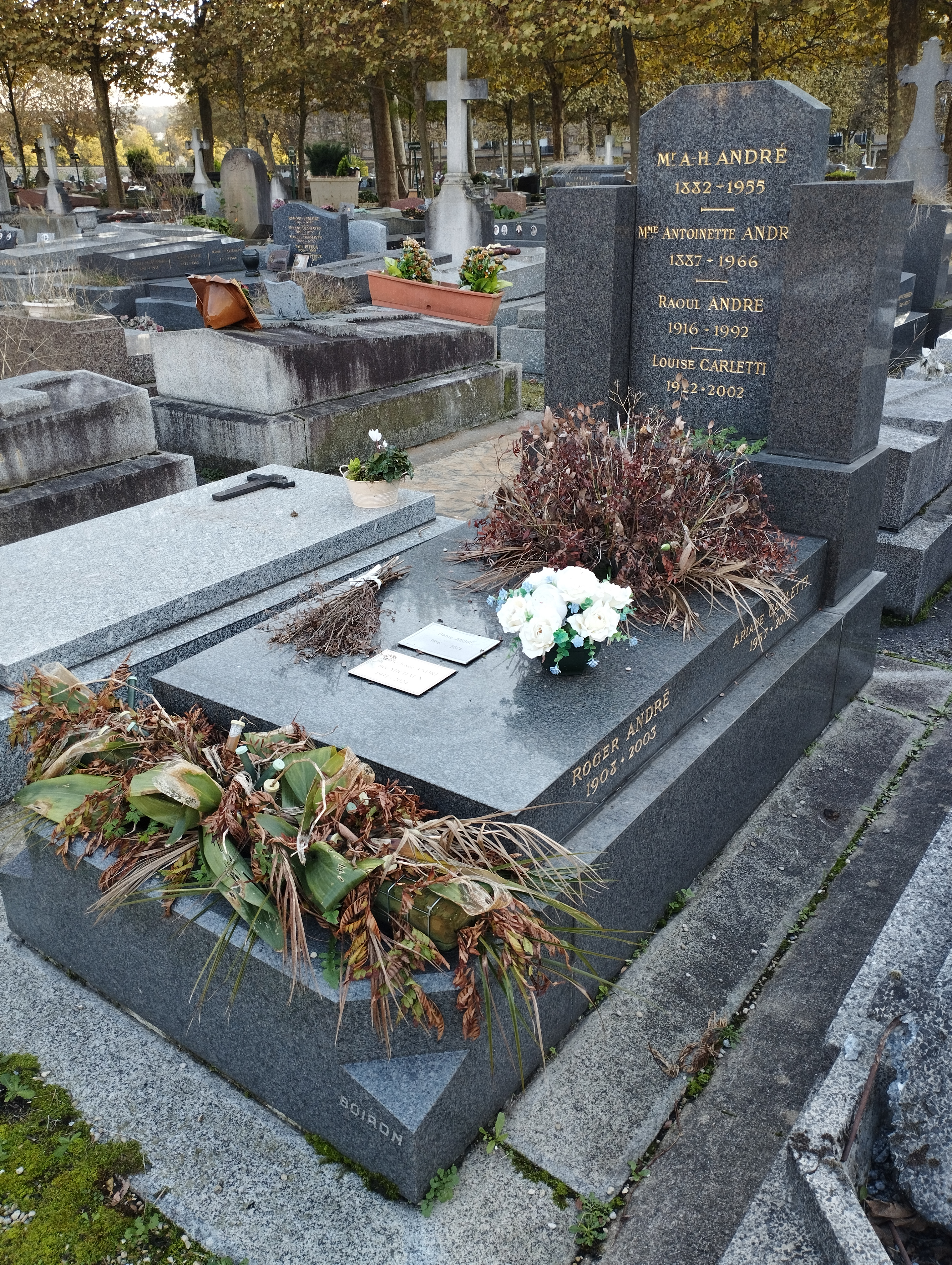
Tombe d'Ariane Carletti au cimetière Pierre-Grenier de Boulogne-Billancourt.

Ariane Carletti a vécu pendant de nombreuses années avec le musicien Rémy Sarrazin, bassiste du groupe Les Musclés, avec lequel elle a eu deux enfants : Tristan (né le 31 octobre 1989) et Éléonore (née le 26 mars 1994) également comédienne,. En 2002, le couple se sépare.

### Mort
Ariane Carletti meurt le 3 septembre 2019 dans le 13e arrondissement de Paris à l'âge de 61 ans, des suites d'un cancer. La nouvelle est annoncée le lendemain par son entourage.
Elle est incinérée le 7 septembre au crématorium du cimetière du Père-Lachaise à Paris, en présence de nombreux proches dont Dorothée, Bernard Minet et Jacky. Elle est inhumée aux côtés de ses parents au nouveau cimetière de Boulogne-Billancourt (4e division, tombe 732).

#### Hommages
La chaîne IDF1 lui rend un hommage en direct, présenté par son ami Jacky qui retrace des souvenirs d'Ariane dans plusieurs vidéos, et l’épisode 25 de la saison 20 des Mystères de l'amour lui est dédié.

## Discographie

### Sous le label Flarenasch
- Amoureuse de J.R.[12], 1983

### Sous le labelCBS
- Chanson d'Arc-en-Ciel (Yakari), 1983
- Salut Yakari, 1983

### Sous le labelAB Disques
- Discopuce, 1981-1984
- Mon ami Woody, 1984
- Petit pic-vert, 1984
- Quand on a la chance, 1984
- Charlotte aux Fraises, 1985
- On va faire du cinéma (chanson collégiale), 1986
- Les Bisounours, 1987
- Dragon Ball, 1988
- Le prince Hercule , 1990
- On va danser sur les chansons, 1990
- Dragon Ball Z, 1991
- La Légende de Saint-Nicolas, 1995

## Spectacles
- Dorothée au pays des chansons : à l'Olympia de Paris du 9 au 21 avril 1981, ainsi qu'au Champ-de-Mars du 24 décembre 1980 au 4 janvier 1981.
- Dorothée tambour battant : à l'Olympia du 9 au 20 avril 1982. Tournée en novembre 1981 et mai 1982.
- Au royaume de Diguedondaine : au Champ-de-Mars du 30 décembre 1982 au 2 janvier 1983. Tournée en décembre 1982.
- Pour faire une chanson : en tournée avec RMC en juillet et août 1983. Au Champ-de-Mars du 22 décembre 1983 au 4 janvier 1984.
- On va faire du cinéma : au Trocadéro du 21 décembre 1985 au 2 janvier 1986. Tournée du 8 février au 27 avril 1986.
- Les Bisounours : au Champ-de-Mars en décembre 1988 (avec les petits écoliers chantants de Bondy).
- Retour à Diguedondaine : au Champ-de-Mars du 22 au 30 décembre 1989.
- Rock'n' Twist : au Trocadéro du 21 décembre 1990 au 5 janvier 1991.
- Rock'n' Twist 2 : au Trocadéro du 22 décembre 1991 au 3 janvier 1992.
- Dorothée Olympia 2010 : à l'Olympia de Paris le 19 avril 2010. (Apparition sur scène).
- Dorothée Bercy 2010 : à Bercy le 18 décembre 2010. (Chante Dragon Ball Z en première partie).

## Émissions télévisées
- 1980-1983 : Récré A2 (Antenne 2)
- 1981-1985 : Discopuce (Antenne 2)
- 1987 : La Classe (FR3)
- 1987-1997 : Club Dorothée (TF1)
- 1990-1996 : Club mini (TF1)
- 1991 : Le Cadeau de Noël
- 1992 : Le Cadeau de la rentrée
- 1992-1996 : Le Noël de l'amitié (TF1)
- 2008 : Choisissez vos animateurs (IDF1)
- 2008-2009 : Pas de pitié pour le net (IDF1)
- 2008 : Le Noël de l'amitié (IDF1)
- 2008-2009 : Le Grand Amour (IDF1)

## Filmographie

### Cinéma
- 1973 : La Dernière Bourrée à Paris de Raoul André[13]
- 1974 : Y'a un os dans la moulinette de Raoul André
- 1979 : Gros-Câlin de Jean-Pierre Rawson : la jeune fille
- 1981 : Les Surdoués de la première compagnie de Michel Gérard : Céline
- 1986 : La Nuit du risque de Sergio Gobbi : une employée de Canal 12
- 2011 : Je m'appelle Bernadette de Jean Sagols : sœur Catherine

### Télévision

#### Téléfilms
- 1985 : La Poudre aux yeux de Paul Planchon, d'après Eugène Labiche : Emmeline
- 1993 : Famille fou rire de Jean-François Porry : Ariane
- 2003 : Ne meurs pas de José Pinheiro : Barbara Steiner

#### Séries télévisées

##### Actrice
- 1987 : Les Aventures de Dorothée : Ariane (épisode : Un ami)
- 1987 - 1991 : Pas de pitié pour les croissants : Ariane

##### Créatrice
- 1996 : L'École des passions
- 1997 : Pour être libre
- 1997 : Studio des artistes
- 2002 : Le Groupe

## Théâtre
- 1976 : Le Tube de Françoise Dorin, sous la direction de François Périer.
- 1977 : Les Contes de Ionesco.
- 1977-1978 : Les Fourberies de Scapin, L'École des maris, L'Impromptu de Versailles.
- 1978 : La Culotte de Jean Anouilh, mise en scène Jean Anouilh & Roland Piétri, théâtre de l'Atelier.
- 1979 : Contes et Exercices de conversation et de diction françaises pour étudiants américains d'Eugène Ionesco, mise en scène Claude Confortès, théâtre Daniel-Sorano Vincennes.
- 1980 : Au théâtre ce soir : La Claque d'André Roussin, mise en scène Georges Vitaly, réalisation Pierre Sabbagh, théâtre Marigny.
- 1981 : Le Cid de Pierre Corneille, théâtre Édouard-VII.
- 1983 : L'Amour tue de V. Volkoff, théâtre de l'Atelier.
- 1984 : Comment devenir une mère juive en dix leçons de Paul Fuks d'après Dan Greenburg, mise en scène Tooti Masson, théâtre de l'Œuvre.
- 1987 : L'Éprouvette de Mathilda Loufrani et Katy Bonnot, mise en scène Claude Confortès, La Pépinière-Théâtre.